# Yaudel Lahera
Yaudel Lahera García (ur. 9 lutego 1991) – kubański piłkarz występujący na pozycji napastnika.

## Kariera klubowa
Yaudel Lahera od 2010 występuje w grającym w pierwszej lidze kubańskiej FC Ciudad de la Habana.

## Kariera reprezentacyjna
W reprezentacji Kuby Lahera zadebiutował w 2011. W 2011 uczestniczy w Złotym Pucharze CONCACAF.